# جهاد أزعور
جهاد أزعور (4 مايو 1966 -)، ولد في سير الضنية بشمال لبنان. وزير المال في الجمهورية اللبنانية منذ يوليو 2005 ولغاية يوليو 2008.

## حياتة العلمية والعملية

### دراسته
يحمل إجازة في الحقوق من جامعة باري أساس بفرنسا، كما أنه يحمل شهادة من معهد الدراسات السياسية IEP بباريس. كما أنه يحمل شهادة الماجستير في علم المال من جامعة باري 20 في فرنسا. ويحمل شهادة الدكتوراة في الاقتصاد من جامعة هارفارد بالولايات المتحدة، ويحمل أيضا شهادة دكتوراة أخرى في الاقتصاد من معهد الدراسات السياسية في باريس.

### أعماله
عمل في شركة ماكنزي العالمية بلبنان، كما أنه إستاذ محاضر في الجامعة الأميركية في بيروت. ويعمل أيضاً خبيرا لدى مؤسسات دولية متخصصة بالمجال الاقتصادي كصندوق النقد الدولي وشركة بوز آلن في لبنان. وبالفترة ما بين 1999 - 2005 عمل مديراً لمشروع برنامج الأمم المتحدة الانمائي والبنك الدولي في وزارة المال اللبنانية حيث أشرف على البرنامج الاصلاحي والتطويري في الوزارة. وساهم في إعداد مؤتمري باريس 1 وباريس 2.
- عين في 19 يوليو 2005 وزيراً للمال في حكومة الرئيس فؤاد السنيورة بعهد الرئيس إميل لحود وظل بهذا المنصب حتى 11 يوليو 2008. وشارك بحكم منصبة بتاريخ 25 يناير 2007 في مؤتمر باريس 3.

## حياتة الأسرية
متزوج من رولا رزق. وهو ابن اخت السياسي جان عبيد.